# Червена морска каракуда
Червената морска каракуда (Pagrus pagrus) е вид бодлоперка от семейство Sparidae. Видът не е застрашен от изчезване.

## Разпространение и местообитание
Разпространен е в Албания, Алжир, Аржентина, Аруба, Белиз, Босна и Херцеговина, Бразилия, Великобритания, Венецуела, Гватемала, Гвиана, Гибралтар, Гърция, Египет, Израел, Испания, Италия, Кипър, Колумбия, Коста Рика, Либия, Ливан, Малта, Мароко, Мексико, Монако, Никарагуа, Панама, САЩ, Сирия, Словения, Суринам, Тринидад и Тобаго, Тунис, Турция, Уругвай, Франция, Френска Гвиана, Хондурас, Хърватия и Черна гора.
Обитава крайбрежията на морета и заливи в райони с тропически и умерен климат.

## Описание
На дължина достигат до 91 cm, а теглото им е максимум 7720 g.